# Waduk Widas
Waduk Widas är en reservoar i Indonesien.   Den ligger i provinsen Jawa Timur, i den västra delen av landet, 600 km öster om huvudstaden Jakarta. Waduk Widas ligger 111 meter över havet. Arean är 2,1 kvadratkilometer. Omgivningarna runt Waduk Widas är en mosaik av jordbruksmark och naturlig växtlighet. Den sträcker sig 3,1 kilometer i nord-sydlig riktning, och 2,5 kilometer i öst-västlig riktning.